# گریگور آزاریان
گریگور استپانی آزاریان (ارمنی: Գրիգոր Ստեփանի Ազարյան؛ بلغاری: Крикор Степан Азарян؛ زاده ۱۵ مارس ۱۹۳۴ – درگذشته ۱۴ دسامبر ۲۰۰۹) کارگردان نمایش و کارگردان ارمنی‌تبار اهل بلغارستان بود. وی بین سال‌های تا میلادی فعالیت می‌کرد.

## زندگی‌نامه
وی در ۱۵ مارس ۱۹۳۴ در پلوودیو به دنیا آمد و از آکادمی ملی هنرهای سینمایی و تئاتری کراستیو صارافوف فارغ‌التحصیل شد.  وی همچنین برندهٔ جوایزی همچون جایزه تئاتر آسکر شده‌است. وی در ۱۴ دسامبر ۲۰۰۹ در سن ۷۵ سالگی در اثر ابتلا به بیماری سرطان در صوفیه درگذشت. وی آنتوان چخوف، ویلیام شکسپیر، نیکلای گوگول و نیکولای خایتوف به روی صحنه برد.